# Bof !
Pour les articles homonymes, voir Bof.
Bof ! (げらげらブース物語, Geragera Būsu Monogatari) est une série d'animation japonaise de Saban Entertainment en 51 épisodes créée par Hiroshi Sasagawa et diffusée entre le 7 avril 1987 et le 29 mars 1988 sur TV Tokyo.
Cette série est une coproduction nippo-néerlandaise basée sur la bande dessinée Boes (publiée en français sous le titre Drôle de Zoo) de Wil Raymakers and Thijs Wilms.
En France, la série a été diffusée à partir du 26 octobre 1989 dans le Club Dorothée, puis dans l'émission Youpi ! L'école est finie sur La Cinq, et au Québec à partir du 5 mars 1990 sur Canal Famille.

## Histoire
Bof est un bœuf en salopette rouge qui vit des aventures et des situations comiques avec son amie la tortue et tous ses compères du monde animalier.

## Voix françaises
- Roger Carel : Bof, divers personnages
- Gérard Hernandez : La tortue, divers personnages

 Source et légende : version française (VF) sur RS Doublage